# Лашин, Михаил Афанасьевич
Михаил Афанасьевич Лашин (7 ноября 1918, хутор Джуровка, Черниговская губерния — 8 марта 1998, Луганск) — участник Великой Отечественной войны, Герой Советского Союза, генерал-майор.

## Биография
Родился в семье русского крестьянина.
Образование — семь классов в начальной школе, затем трудился рабочим с последующей учёбой на рабфаке.
С 1937 года в рядах Красной Армии, член ВКП(б). Поступил в Мелитопольское военно-авиационное училище штурманов и в 1940 году успешно его окончил.
С июля 1941 года на фронтах Великой Отечественной войны.
Дальнейшая служба штурмана Михаила Лашина проходила в 135-м гвардейском бомбардировочном авиационном полку, (6-я гвардейская бомбардировочная авиационная дивизия, 1-я воздушная армия, 3-й Белорусский фронт). На апрель месяц 1945 года гвардии капитан Лашин совершил 266 боевых вылетов, производя разведку и бомбардировку скоплений войск неприятеля и других объектов. Лично сбил один самолёт, а в группе — два немецких самолёта.
За образцовое выполнение боевых заданий командования в борьбе с немецко-фашистскими захватчиками и проявленные при этом мужество и героизм гвардии капитану Михаилу Афанасьевичу Лашину было присвоено звание Героя Советского Союза с вручением ордена Ленина и медали «Золотая Звезда» (№ 6362). Указ Президиума Верховного Совета СССР от 29 июня 1945 года.
После окончания Великой Отечественной войны Лашин продолжил службу в ВВС СССР. Выпускник Военно-воздушной академии СССР (1950). Начальник Ворошиловградского высшего военно-авиационного училища штурманов. В 1973 году генерал-майор авиации М. А. Лашин вышел в запас. Проживал в Ворошиловграде (ныне Луганск).
Умер 8 марта 1998 года.

## Награды
- Орден Ленина
- Три ордена Красного Знамени
- Два ордена Отечественной войны 1-й степени
- Орден Отечественной войны 2-й степени
- Три ордена Красной Звезды
- Удостоен звания «Заслуженный военный штурман СССР» (1966)
- Медали